# Liv Ullmann
Liv Johanne Ullmann (Tokió, 1938. december 16. –) Golden Globe-díjas norvég színésznő, forgatókönyvíró és filmrendező.

## Élete és pályafutása
Liv Ullmann Tokióban született, ahol repülőmérnök apja akkoriban szaktanácsadóként dolgozott. A norvégiai Trondheimben nőtt fel. Ingmar Bergman kilenc filmjében játszott főszerepet. A neves rendezőtől 1966-ban született lánya, Linn Ullmann az új évezred nemzetközileg elismert norvég írónője.
Bergmannal közös munkái, különösen az erőteljes Jelenetek egy házasságból (1973) az 1970-es évek feminista és kulturális ikonjává és korának egyik legelismertebb színésznőjévé avatták. Két alkalommal jelölték Oscar-díjra: a Kivándorlók (1971) és a Szemben önmagunkkal (1976) filmszerepéért.
Sok évig New Yorkban élt második férjével, az amerikai Donald Saundersszel, akihez 1985-ben ment nőül, 1998-ban váltak el. Két sikeres önéletrajzi művet publikált: Changing (Változások, 1977) és Choices (Választások, 1984) címmel.
A norvég, svéd és angol mellett több más európai nyelven is beszél. A UNICEF sokat utazó jószolgálati követe.

## Filmográfia

### Film

#### Rendező és forgatókönyvíró
| Év   | Magyar cím                  | Eredeti cím           | Feladatkör | Feladatkör | Megjegyzések                                       |
| Év   | Magyar cím                  | Eredeti cím           | Rendező    | Író        | Megjegyzések                                       |
| ---- | --------------------------- | --------------------- | ---------- | ---------- | -------------------------------------------------- |
| 1982 |                             | Love                  | Igen       | Igen       | Parting szegmens                                   |
| 1992 |                             | Sofie                 | Igen       | Igen       |                                                    |
| 1995 |                             | Kristin Lavransdatter | Igen       | Igen       |                                                    |
| 1995 | Lumière és társai           | Lumière et compagnie  | Igen       | Nem        | 40 rendező közreműködésével készült dokumentumfilm |
| 1996 | Négyszemközti beszélgetések | Enskilda samtal       | Igen       | Nem        |                                                    |
| 2000 | Hűtlenek                    | Trolösa               | Igen       | Nem        |                                                    |
| 2014 | Júlia kisasszony            | Miss Julie            | Igen       | Igen       | (August Strindberg azonos című drámája alapján     |

#### Színész
- Saraband (2003) (TV)
- Gaby: Egy igaz történet (Gaby: A True Story, 1987)
- Őszi szonáta (Höstsonaten, 1978)
- Kígyótojás (The Serpent's Egg, 1977)
- A híd túl messze van (A Bridge Too Far) (1977)
- Színről színre (Ansikte mot ansikte, 1976)
- Leonóra (Leonor, 1975) (Lásd svéd nyelvű változat)
- Jelenetek egy házasságból (Scener ur ett äktenskap, 1973)
- Suttogások és sikolyok (Viskningar och rop, 1972)
- Kivándorlók (Utvandrarna, 1971)
- Hideg veríték, 1970
- Szenvedély (En Passion, 1969)
- Szégyen (Skammen, 1968)
- Farkasok órája (Vargtimmen, 1968)
- Persona (1966)

## Művei magyarul
- Változások; ford. Csernus Mariann; Európa, Bp., 1985 (Femina)
- Választások; ford. Dobos Austvik Éva; Európa, Bp., 1987 (Femina)